# 債務者監獄
債務者監獄(さいむしゃかんごく、英: debtors' prison)は、債務を支払うことができない者を収監するための監獄。主に19世紀半ばまでイギリスにあったものを指すことが多い。

## イギリス
イギリスでは、1869年の債務者法（the Debtors Act）により、債務者の収監は廃止された。しかし、債務を支払う手段があるにもかかわらず、債務の支払いを怠るものは、まだ6週間の収監をすることができた。
債務者監獄は、監獄内で収監者に許容される自由の度合いにはかなりの開きがあった。ごく小額の債務であれば、債務者はある程度の自由を許された。ある収監者は、仕事の指図をしたり面会者を受け入れたりすることもできた。またあるものは、たとえばフリート監獄や王立法廷債務者監獄（King's Bench Prison）では短期であれば、監獄から外出も許された。これは、自由原則（'Liberty of the Rules' ）の名で呼ばれていたものである。フリート債務者監獄では、密かな情事を楽しむこともできた（いわゆる、フリート結婚）。
イングランドの作家チャールズ・ディケンズの父親はこうした監獄のひとつに収監され（マーシャルシー監獄）、彼の小説の中にはしばしばその記述が出てくる。又、18世紀イギリスで諷刺画画家で知られたウィリアム・ホガースの父親（リチャード・ホガース）も1707年頃にフリート監獄に収監された（1712年釈放される）。
ジョン・クレランドは1748年に840ポンドの負債によりフリート監獄に収監され、獄中で『ファニー・ヒル』を執筆した。1749年3月に釈放されるが、『ファニー・ヒル』の内容を理由に同年11月に逮捕されている。
「イギリス地質学の父」と称されたウィリアム・スミスが、総額300ポンド以上の借金返済の件でキングズベンチ監獄に1819年6月11日収監されている。

### 著名なイギリスの債務者監獄
- コールドバス・フィールド債務者監獄(Coldbath Fields Prison、 London)
- フリート債務者監獄(Fleet Prison、 London)
- ギルトシュプール・ストリート破産監獄(Giltspur Street Compter、 London)
- 王立法廷監獄(King's Bench Prison、 London)
- マーシャルシー債務者監獄(Marshalsea Prison、 London)
- ポウルトリー破産監獄(Poultry Compter、London)
- ウッドストリート破産監獄(Wood Street Counter、 London)

## アメリカ合衆国
1833年アメリカ合衆国は連邦レベルで債務者の収監を廃止している。多くの州はそれに追随した。しかし、一部にはその後もなお、詐欺、慈善事業、離婚慰謝料の未払いなどの債務者を収監するということは行われていた。つまり罰金を払わせるために、刑務所か監獄に収監する、あるいは債務者の逃亡を防ぐという意図もあったようである。
債務監獄に収監された著名なアメリカ人としては、発明家のチャールズ・グッドイヤー、アメリカ独立宣言の署名者の一人ロバート・モリスがいる。